# Totul despre băieți
Totul despre băieți (în engleză About a Boy) este un film din 2002 regizat de Chris Weitz și Paul Weitz și scris de ei și Peter Hedges. Este o adaptare a romanului cu același nume din 1998 al lui Nick Hornby. Filmul îi are în distribuție pe Hugh Grant, Nicholas Hoult, Toni Collette și Rachel Weisz.
Filmul a fost lansat în cinematografe la 26 aprilie 2002 de Universal Pictures. A fost nominalizat la premiul Oscar pentru cel mai bun scenariu adaptat. Actorii Hugh Grant și Toni Collette au fost nominalizați la Globul de Aur și, respectiv, la premiul BAFTA, pentru interpretările lor. Filmul a primit recenzii pozitive de la critici și a câștigat 130,5 milioane de dolari americani la un buget de 30 de milioane de dolari americani.

## Prezentare
Will Freeman (Grant) este un burlac de 38 de ani. El trăiește din drepturile de autor ale unui cântec creat cu mult timp în urmă de tatăl său, un compozitor. Singurul său hobby este să facă cumpărături prin magazinele de muzică. La un moment dat, Will a venit cu o idee convenabilă de a-și schimba prietenele: a început să participe la întâlniri ale societății părinților singuri și să aibă relații trecătoare cu mamele tinere. El a venit cu imaginea unui presupus tată abandonat, cu un fiu de doi ani, Ned. La una dintre întâlniri, el se întâlnește cu Suzie, prietena ei Fiona și fiul Fionei, Marcus, în vârstă de 12 ani. Cu Fiona, romantismul nu a funcționat, dar în mod neașteptat pentru el, Will s-a atașat de Marcus. Pentru băiat, el a devenit ceva ca un frate mai mare sau tată. Îl protejează pe Marcus de bătăuși, îi cumpără adidași și CD-uri. El, în schimb, îi încredințează secretele sale. Datorită lui Marcus, Will întâlnește o altă mamă singură atractivă, pe Rachel. O aventură începe între ei, iar Will trebuie să-și mărturisească minciunile - el nu este tatăl lui Marcus. Rahela se ceartă cu el, dar apoi îl iartă.

## Distribuție
- Hugh Grant - Will Freeman
- Nicholas Hoult - Marcus Brewer
- Toni Collette - Fiona Brewer
- Rachel Weisz - Rachel
- Natalia Tena - Ellie
- Sharon Small - Christine
- Nicholas Hutchinson - John
- Victoria Smurfit - Suzie
- Isabel Brook - Angie
- Jenny Galloway - Frances / SPAT
- Augustus Prew - Ali
- Denise Stephenson - Lindsey
- Rosalind Knight - mama lui Lindsey
- Sir Tim Rice - rolul său